# اصلاحات اقتصادی ۱۹۷۹ اتحاد شوروی
اصلاحات اقتصادی ۱۹۷۹ اتحاد شوروی اصلاحات اقتصادی در اتحاد شوروی بود که آلکسی کاسیگین آن را طرح‌ریزی کرد. هدف افزایش تولید و بالا بردن سطح رفاه بود. این اصلاحات مانند برنامه‌های قبلی باعث ایجاد تغییرات زیادی در اقتصاد اتحاد جماهیر شوروی نشد.